# Жуи, Жюль
Жюль Теодор Луи Жуи (фр. Jules Théodore Louis Jouy; 27 апреля 1855, Париж — 17 марта 1897, там же) — французский поэт и шансонье, редактор. Член гогетты Монмартра.

## Биография
Родился в рабочей семье, работал в молодости в мясной лавке, маляром. В 1876 году в возрасте 21 года начал публиковаться в журнале Le Tintamarr.

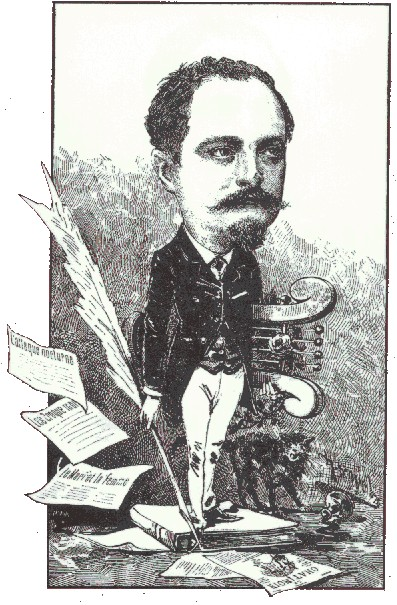
Карикатура на Жюля Жуи

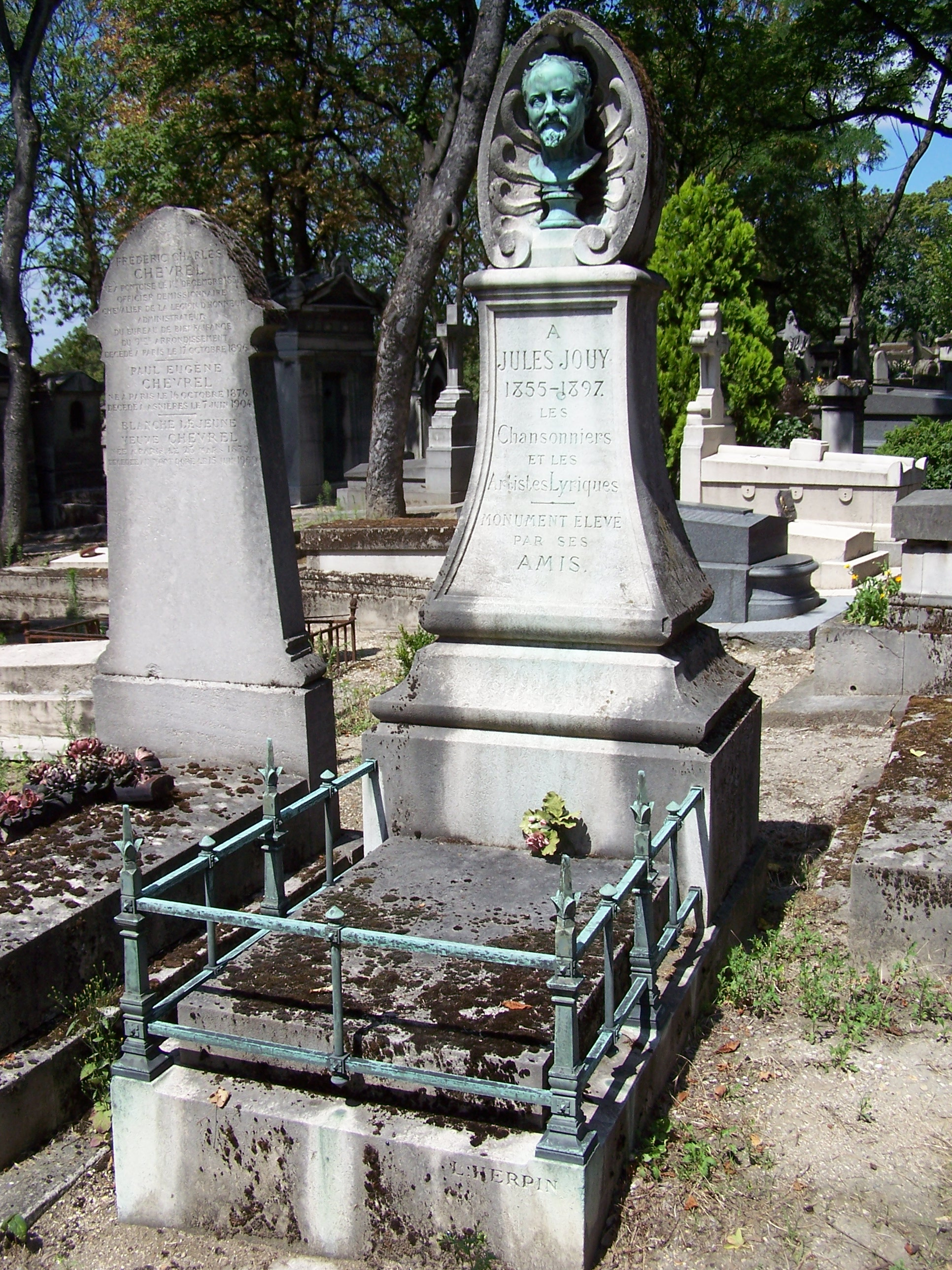
Могила Жюля Жуи на кладбище Пер-Лашез, бюст работы Жюля Далу

Автор многочисленных народных песен на политические и общественные темы, писал о антиклерикализме, завоеваниях республики, социальной несправедливости. Сотрудничал в синдикалистской и радикальной прессе, где печатал ежедневно стихи на злобу дня.
Выступал куплетистом в знаменитом монмартрском кабаре Chat-Noir и на эстраде кабачка Décadents. В конце 1878 года Жюль Жуи вошёл в так называемое «Общество Гидропатов», которое регулярно собиралось в Латинском квартале под руководством поэта Эмиля Гудо. Вскоре заняв место главного редактора газеты Гидропатов, Жюль Жуи составил «кодекс внутренних правил» этого общества, который должен был неукоснительно соблюдаться во время собраний. Он состоял всего из двух пунктов:
Статья 1: Собрание Гидропатов огранизуется колоколом президента.
Статья 2: Упомянутый выше колокол отвечает за обеспечение соблюдения этой статьи.
После распада «Общества Гидропатов» (июль 1880 года) Жюль Жуи ненадолго присоединился к группе Конопатых (Hirsutes), основанной пианистом и органистом Морисом Пети. В декабре 1881 вместе с «прославленным Сапеком», лидером группы фумистов, он основал недолго просуществовавший эпатажный журнал «Антиконсьерж», объявленный «официальным органом защиты прав арендаторов жилья». Затем Жюль Жуи работал редактором в различных парижских газетах и продолжал писать песни и рецензии. Знакомство с Аристидом Брюаном привело к созданию в соавторстве с ним нескольких популярных песен, а также комедии «Суп из говядины», показанной зимой 1880 года.
Во время подготовки государственного переворота в конце 1880-х годов генералом Буланже особенно проявил свой острый сатирический талант гражданского поэта и ярого защитника республиканской идеи. Его стихи быстро подхватывались и распевались на улицах Парижа. Многие его песни были выпущены отдельными сборниками.
В результате злоупотребления табаком и абсентом подорвал здоровье. Его психическое расстройство привело к тому, что в мае 1895 года его друзья были вынуждены поместить поэта в психиатрическую клинику. Перенесший общий паралич, он скончался безумным на 42 году жизни.